# موسولوس

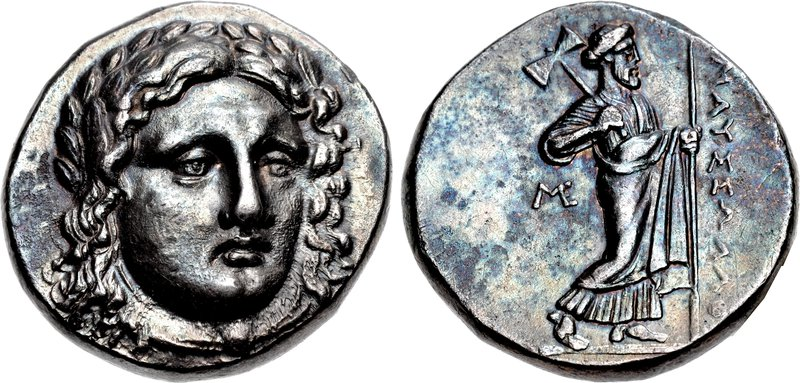
عملات معدنية باسم موسولوس باعتباره أمير أخميني لإقليم كاريا.
على الوجه الأول للقطعة المعدنية: نقش بارز لرأس الإله الإغريقي أبولو وعلى السطح المواجه: زيوس لابيراندوس واقفًا. حوالي 376 - 353 قبل الميلاد.

موسولوس (باليونانية: Μαύσωλος or Μαύσσωλλος)‏ ومعناه «العزيز جدا»، كان حاكم إقليم كاريا الإغريقي القديم (الأناضول وتركيا الحالية) في الفترة ما بين 377-353 قبل الميلاد، وكان رسمياً «مَرْزَباناً» (حاكم إقليمي) للإمبراطورية الأخمينية. وقد تمتع بمركز «ملك» أو «من السلالة الحاكمة» بحكم موقف قوي أنشأه من قبل والده «هيكاتومنوس» (Hecatomnus) الذي اغتال المرزبان الفارسي السابق «تيسافيرنس» في مرزبانية إقليم كاريا، وأسس لنفسه سلالة وراثية من «الهيكاتومينيين» (Hecatomnids).

## السيرة الشخصية
كان موسولوس الابن الأكبر لهيكاتومنوس، وهو كارياني الأصل، ثم أصبح مرزباناً لإقليم كاريا عندما توفي المرزبان الفارسي السابق «تيسافيرنس» حوالي 395 قبل الميلاد.

### ثورةالمرزبانات
شارك موسولوس في ثورة المرزبانات (حُكام الأقاليم الفارسية من عام 366-360  ق.م.) ضد ملكهم الفارسي أردشير الثاني الأخميني، وكان إلى جانب الملك الفارسي أردشير الثاني لفترة وجيزة ثم انقلب ضده.

### حصار مدينة «أدراميتيوم»
في عام 366 قبل الميلاد، وبناءً على طلب الملك أردشير الثاني الأخميني (Artaxerxes II)، ضرب موسولوس مع «أوتوفرادات» (Autophradates) مرزبان منطقة ليديا حصاراً على مدينة «أدراميتيوم» (Adramyttium) ضد «أريوبارزانيس» (Ariobarzanes) حاكم إقليم فريجيا وأحد أعضاء ثورة المرزبانات الكبرى، حتى قام أجيسيلاوس الثاني ملك إسبرطة بالتفاوض على انسحاب المحاصرين.
- احتل موسولوس جزءًا كبيرًا من إقليم ليقيا حوالي عام 360 قبل الميلاد، مما وضع حدًا للسلالات الحاكمة التي حكمت هناك.
- غزا إيونية والعديد من الجزر اليونانية.
- تعاون مع «الرودسيين» في «الحرب الاجتماعية» (أو: «حرب المتحالفين») ضد أثينا (357-355 ق.م.).
- نقل عاصمته من ميلاسا، المقعد القديم لملوك كاريا، إلى هاليكارناسوس.

### ضريح موسولوس
احتضن موسولوس الثقافة الهيلينية اليونانية واشتهر بالضريح الأثري المعروف «بضريح هاليكارناسوس» أو «ضريح موسولوس»، الذي تم إنشائه وتسميته بأمر من أرملته (التي كانت أخته أيضًا) «آرتميس الثانية».
قام المهندسَان المعماريان: «ساتيروس» (Satyrus) و«بيتيس» (Pythis)، والنحاتين: سكوباس من جزيرة باروس وليوخارس وبرياسيس وتيموثاوس بالانتهاء من العمل بعد وفاة «آرتميس الثانية» زوجة موسولوس، وقد قيل أن بعضهم كان يعمل فقط لمجرد الشهرة.
- قام «أنتيباتر» (Antipater) من مدينة صيدا بإدراج الضريح كأحد عجائب الدنيا السبع في العالم القديم.
- لا يزال من الممكن مشاهدة الموقع وعدد قليل من الرفات في مدينة بودروم التركية.
- أصبح مصطلح موسوليوم المُشتق من اسم موسولوس يُستخدم بشكل عام لأي قبر كبير.

### محاولة اغتياله
يوجد نقش مُكتشف في ميلاس (ميلاسا القديمة)،  به تفاصيل إنزال العقاب لبعض المتآمرين الذين حاولوا اغتيال موسولوس أثناء احتفال في معبد في لابراندا (Labranda) عام 353 قبل الميلاد.